# Fabresema suffusa
Fabresema suffusa är en fjärilsart som beskrevs av Holloway 1979. Fabresema suffusa ingår i släktet Fabresema och familjen björnspinnare. Inga underarter finns listade i Catalogue of Life.